# Iota Bootis
Iota Bootis es un sistema de estrellas en la constelación de Boyero. Se compone de dos componentes con una distancia angular de 38,6 segundos una de otra y están a 97 años luz de distancia de la Tierra.